# 上田温泉電軌デロ300形電気機関車
上田温泉電軌デロ300形電気機関車（うえだおんせんでんきデロ300がたでんききかんしゃ）は、上田温泉電軌（後の上田交通、現・上田電鉄）が1928年（昭和3年）に新製した電気機関車である。
後年、名古屋鉄道に渡りデキ500形と改称、さらに岳南鉄道へ譲渡されてED50形と再び改称された。

## 概要
上田温泉電軌が同社北東線（後の真田傍陽線）の貨物運輸営業開始に際して、川崎造船所において新製した、自重40t級の動軸を4軸備える「D形電機」である。1928年（昭和3年）2月28日にデロ300形301（製造番号 No.25）の1両が竣功した。
車体の前後に前方へ張り出した機械室（ボンネット）を備える、いわゆる凸形車体の電気機関車であるが、前後のボンネットの張り出しは一般的な凸形電気機関車と比較して小さく、主要機器の大半は車体側へ搭載され、箱型に近い車体形状となっている。この設計は設計・製造元である川崎造船所における40t級電気機関車の標準的形態であり、同様の設計を備えるものに小田原急行鉄道（現・小田急電鉄）が発注した1形電気機関車、武蔵野鉄道（現・西武鉄道）が発注したデキカ20形電気機関車の2形式が存在する。
制御装置は電空単位スイッチ式の間接非自動制御で、主電動機は川崎造船所の電機部門が製造したK7-1503-C（端子電圧675V時定格出力111.9kW）を1両当たり4基、歯車比4.29 (73:17) で搭載した。定格速度は24.0km/h、定格牽引力は6,640kgfである。
その他、勾配線区である北東線における運用を考慮し、発電ブレーキを搭載した。

## 運用
北東線は1927年（昭和2年）11月20日に上田 - 伊勢山間の運輸営業を開始したが、旅客のみの運輸営業であった。1928年（昭和3年）1月10日に伊勢山 - 本原間の旅客運輸営業を開始したが、同日上田 - 伊勢山間の貨物運輸営業を開始した。
デロ300形はそれから2か月弱遅れた1928年（昭和3年）2月28日に竣功し、貨物列車に充当された。しかし、北東線の貨物輸送需要に対してデロ300形（以下「本形式」）は自重・出力とも過大であったことから、一時期の小田原急行鉄道への貸し出しを経て1940年（昭和15年）3月20日付の届出で廃車された。
廃車後は名古屋鉄道が購入し、デキ500形501と形式称号・記号番号（車両番号）を改めて、主に東部線（名古屋本線名古屋以東、常滑線・三河線・蒲郡線など）において貨物列車牽引運用に充当された。名鉄では最強の機関車であったが、同社においては1基の制動弁を切替コックで単弁相当または貫通制動弁相当に切り替える電気機関車が標準であるなか、単弁と貫通制動弁の2つの制動弁を備えたデキ500形は操作性の相違などから乗務員には不評で、後述の岳南鉄道への譲渡の遠因になったと言われている。また発電ブレーキも名鉄在籍時に撤去されている。

後に岳南鉄道が同社路線の架線電圧を従来の600Vから1,500Vに昇圧した際、昇圧改造が不可能であった従来車の代替を目的として1969年（昭和44年）9月に本形式を名古屋鉄道より借入れ、翌1970年（昭和45年）3月16日付認可で正式に譲渡を受けた。岳南鉄道への入籍に際してはED50形ED501と改称・改番されたが、車体表記は名鉄在籍当時の「501」のまま変わらず、名鉄独特のローマン字体による表記もそのままとされた。
岳南鉄道譲渡後は、同社が保有する電気機関車中で本形式は最も牽引力が強力であることから主に入換作業に充当され、通常は比奈駅に常駐し、日本大昭和板紙吉永工場を発着する貨物列車の入換作業や岳南原田駅への区間貨物列車に従事していた。
2013年（平成25年）に鉄道事業の移管に伴い岳南電車へ引き継がれた後、2014年（平成26年）4月時点では岳南富士岡駅構内に留置されていたが、2015年（平成27年）3月31日付で廃車された。廃車後は岳南富士岡駅構内に留置された後、2021年（令和3年）8月21日に同駅構内に開業する「がくてつ機関車ひろば」にて展示される予定である。